# اورینی-لو-رو
اورینی-لو-رو (به فرانسوی: Origny-le-Roux) یک کمون در دپارتمان اورن، واقع در نرماندی در شمال غربی فرانسه است.

## هم چنین ببینید
- کمون‌های دپارتمان اورن